# Гладден, Алиша
Али́ша М. Гла́дден (англ. Alicia M. Gladden; 28 мая 1985 года, Ориндж-Парк, Флорида, США — 21 апреля 2013 года, Эйвондейл, Флорида, США) — американская профессиональная баскетболистка.

## Биография
Алиша Гладден родилась 28 мая 1985 года в Ориндж-Парке (штат Флорида, США). Она окончила «Orange Park High School» и Университет штата Флорида. Установила рекорд университета по перехватам (275 передач).
Профессиональная баскетбольная карьера Алиши длилась 5 лет — с 2007 по 2012 год. За эти годы она играла в составе клубов: ИКИМ, «Эш», «Энерга Катаржинки Торунь» и «Партизан Галеника». Стала чемпионкой Румынии (2008) и Сербии (2012), победительницей лиги WABA (2012).
27-летняя Алиша погибла в автокатастрофе 21 апреля 2013 года в Эйвондейле (штат Флорида, США). К тому моменту она работала помощником тренера в школе Криксайд. Похоронена в родном городе.

## Статистика в колледже
| Сезон                                                                                   | Команда       | GP  | GS | MPG | FG%  | 3P%  | FT%  | RPG | APG | SPG | BPG | PPG  |  |
| --------------------------------------------------------------------------------------- | ------------- | --- | -- | --- | ---- | ---- | ---- | --- | --- | --- | --- | ---- |  |
| 2003/04                                                                                 | Флорида Стэйт | 30  |    |     | 46,4 | 0,0  | 51,9 | 3,2 | 1,6 | 1,3 | 0,2 | 5,2  |  |
| 2004/05                                                                                 | Флорида Стэйт | 32  |    |     | 52,2 | 52,2 | 75,0 | 6,6 | 2,1 | 3,2 | 0,7 | 12,4 |  |
| 2005/06                                                                                 | Флорида Стэйт | 30  |    |     | 46,6 | 20,0 | 68,8 | 6,4 | 1,8 | 2,1 | 0,6 | 13,1 |  |
| 2006/07                                                                                 | Флорида Стэйт | 34  |    |     | 44,8 | 37,0 | 71,8 | 5,9 | 2,4 | 2,1 | 0,7 | 13,5 |  |
|                                                                                         | Всего         | 126 |    |     | 47,4 | 28,3 | 69,3 | 5,6 | 2,0 | 2,2 | 0,6 | 11,1 |  |
| Наведите курсор мыши на аббревиатуры в заголовке таблицы, чтобы прочесть их расшифровку |               |     |    |     |      |      |      |     |     |     |     |      |  |